# Encyclia
Die Gattung Encyclia aus der Familie der Orchideen (Orchidaceae) umfasst etwa 120 Pflanzenarten, die in Süd- und Mittelamerika vorkommen. Es handelt sich um ausdauernde, epiphytisch oder lithophytisch wachsende Pflanzen.

## Beschreibung

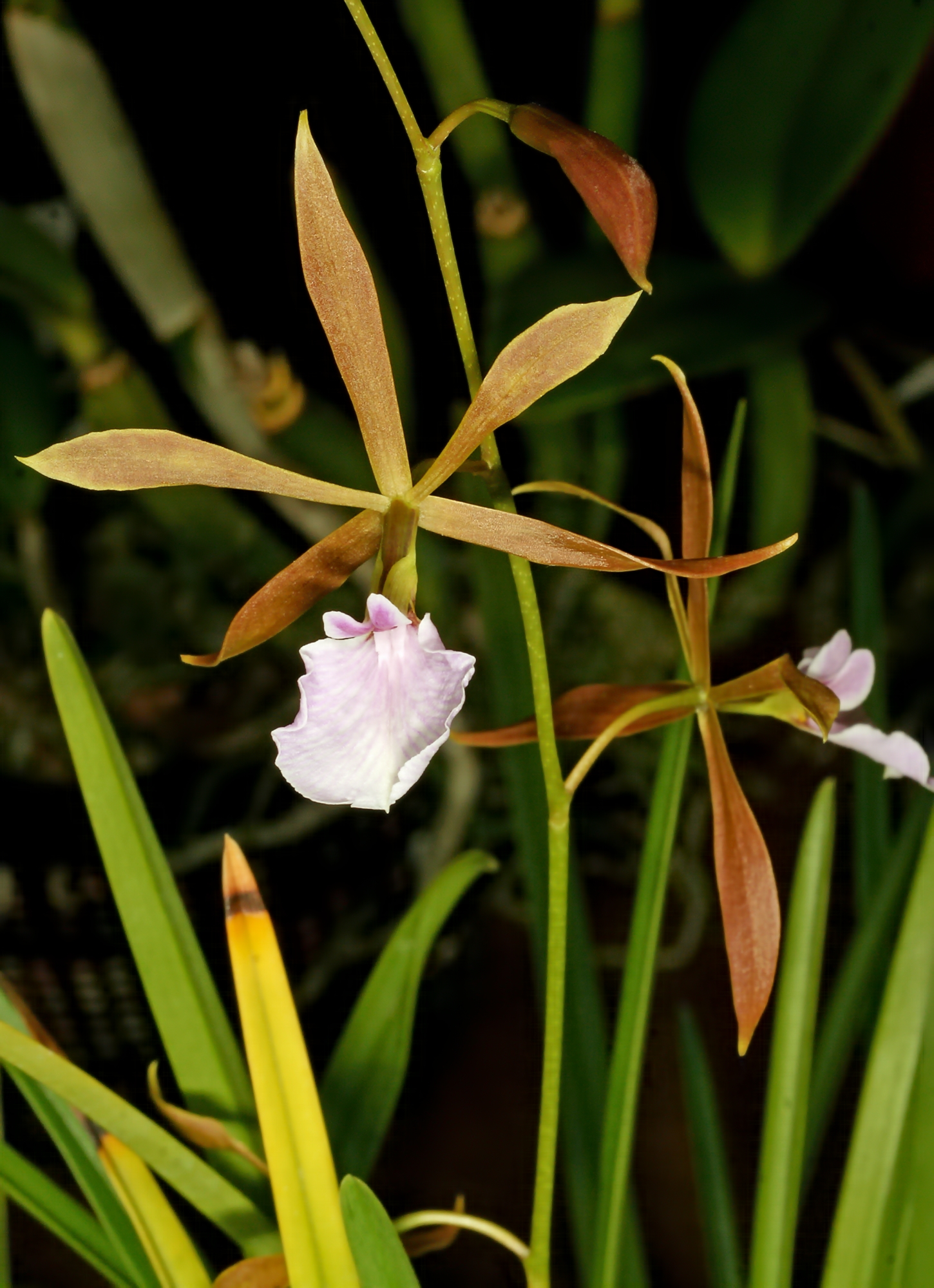
Encyclia bractescens

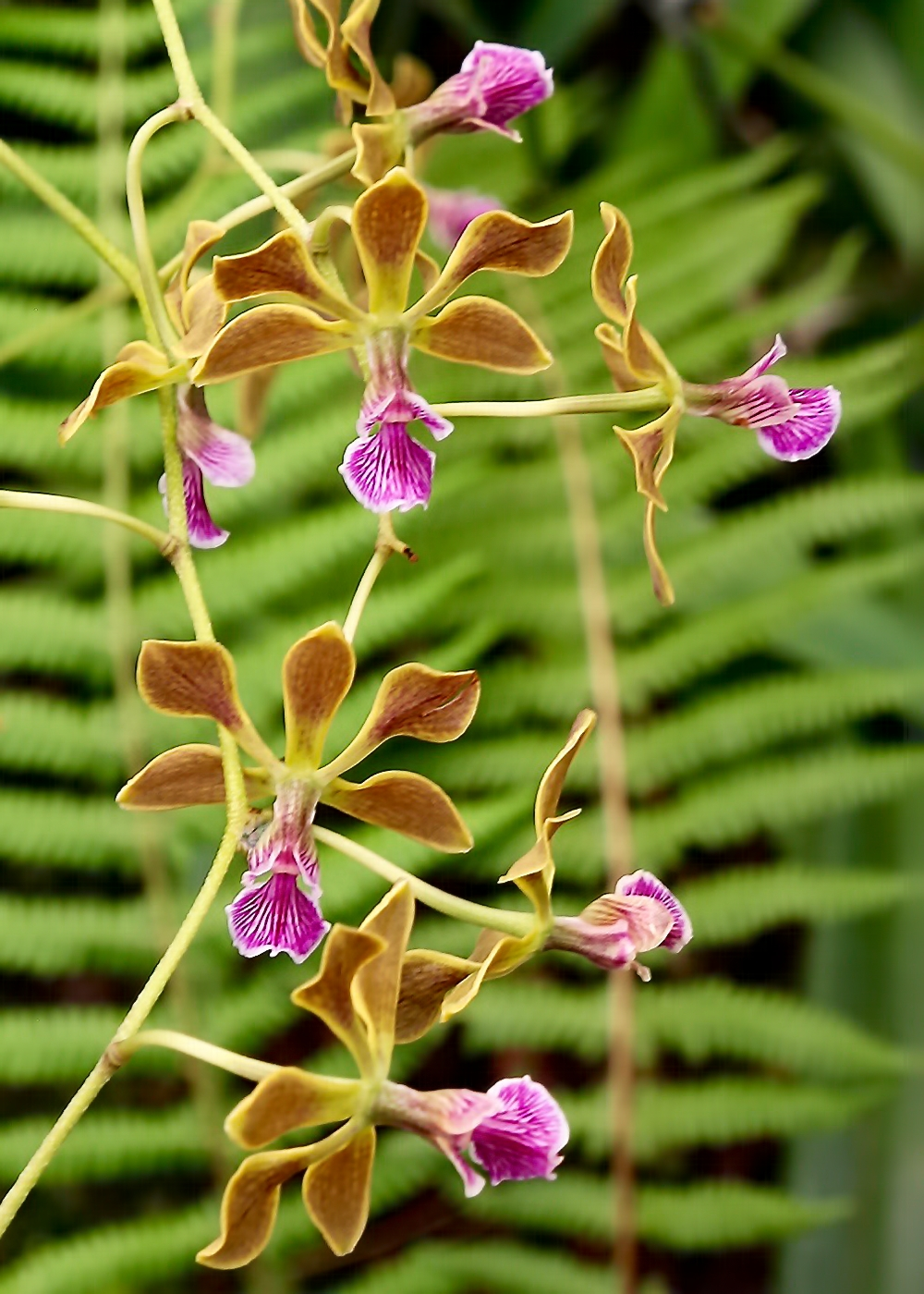
Encyclia naranjapatensis

Die Arten der Gattung Encyclia wachsen sympodial, die Pseudobulben stehen in kurzen Abständen an einem kriechenden Rhizom. Aus dem Rhizom entspringen die Wurzeln, die von einem vier bis acht Zellschichten dicken Velamen umgeben sind. Die aus einem Internodium bestehenden Pseudobulben sind rundlich, eiförmig bis zigarrenförmig. An ihrer Spitze sitzen meist zwei, seltener nur ein oder bis zu vier Laubblätter. Die Blätter sind lanzettlich und längs der Mittelrippe gefaltet, ledrig bis fleischig, selten auch mit fast rundem Blattquerschnitt.
Der meist rispige, manchmal traubige, selten nur einblütige Blütenstand erscheint ohne Blütenscheide an der Spitze der Sprosse. Die duftenden Blüten sind resupiniert. Die Farbe der Sepalen und Petalen ist häufig grünlich-braun, seltener rosa bis purpurn. Die inneren Blütenblätter sind ähnlich geformt wie die äußeren drei. Die Lippe ist meist weiß oder hell rosa, mit dunkler rosa gefärbten Adern. Die Lippe ist dreilappig, die Seitenlappen sind aufwärts gebogen und umschließen die Säule. Von der Basis der Lippe erstreckt sich ein meist zweireihiger Kallus bis auf den Mittellappen. Die Lippe ist frei oder nur am Grund mit der Säule verwachsen. Diese ist keulenförmig, an der Spitze oft geflügelt – diese Lippenanhängsel umgreifen die Lippe an der schmalen Stelle zwischen Seiten- und Mittellappen. Das Staubblatt sitzt am Ende der Säule und enthält vier gleich große Pollinien.
Die Kapselfrucht ist spindelförmig und im Querschnitt rund.
Die bestäubenden Insekten wurden bisher nicht beobachtet, aus der Form der Blüte wird jedoch gefolgert, dass diese Bienen anlocken, ohne dafür Nektar zu bieten.
Die bekannten Chromosomenzahlen betragen 2n=40.

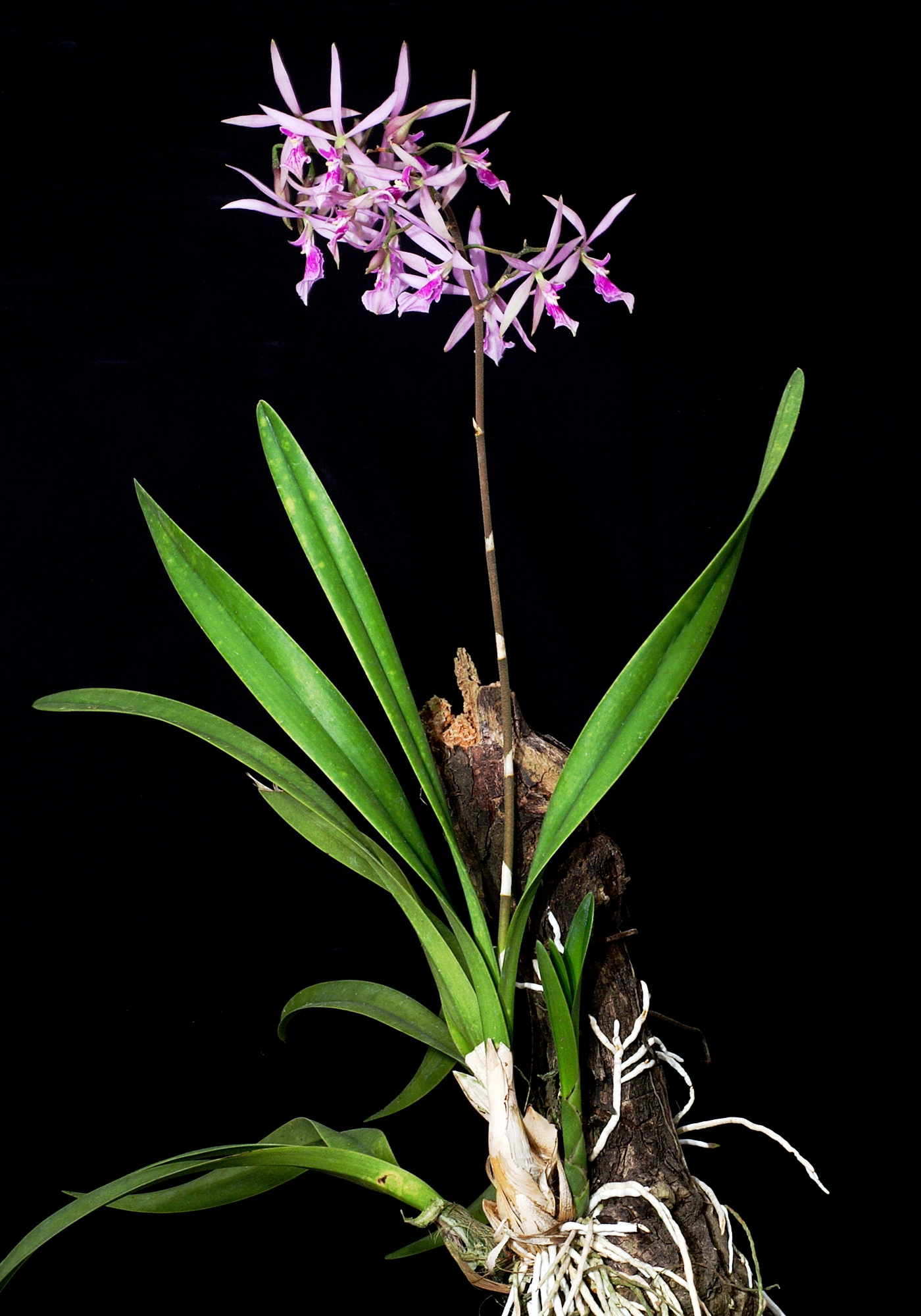
Encyclia adenocaula

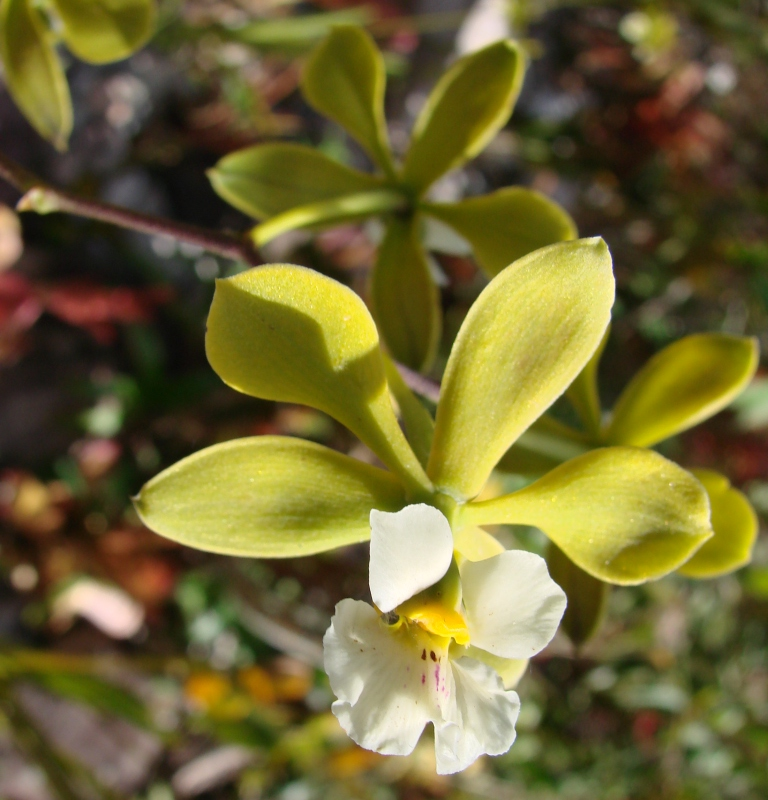
Encyclia alboxanthina

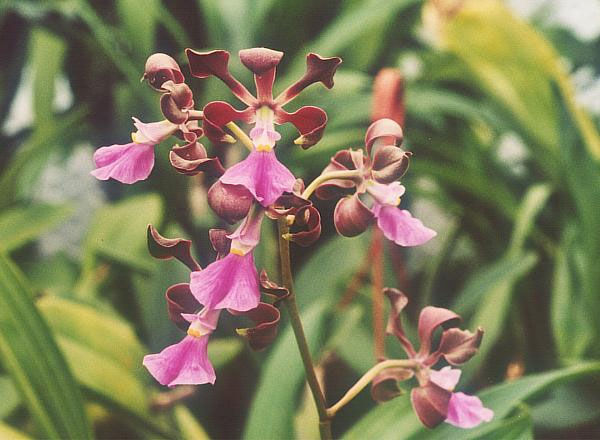
Encyclia cordigera

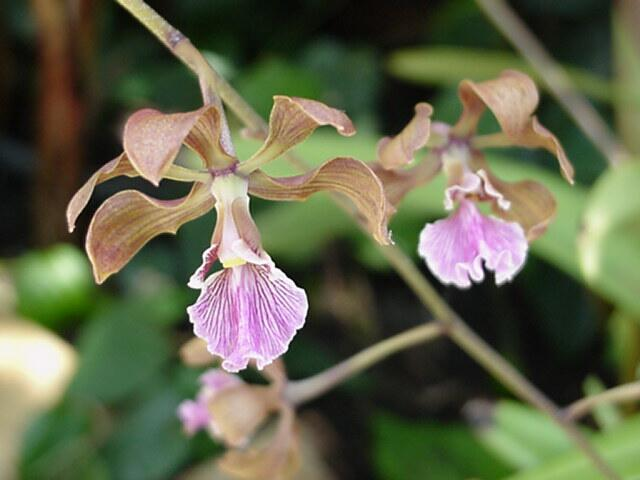
Encyclia hanburii

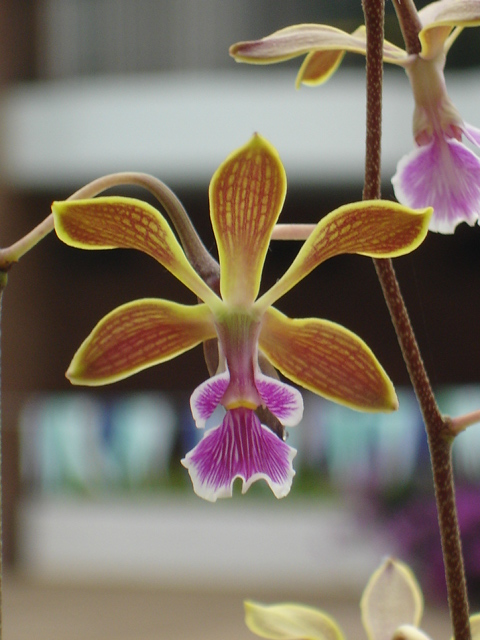
Encyclia oncidioides

## Verbreitung und Standorte
Die Arten der Gattung Encyclia sind fast in der ganzen Neotropis beheimatet. Die nördlichsten Vorkommen liegen in Mexiko, ganz Mittelamerika und die Karibik werden besiedelt, südwärts reicht das Areal bis ins südliche Brasilien, nach Paraguay und Argentinien.
Die meisten Arten sind Epiphyten saisonal trockener Wälder, andere sind in immerfeuchten Wäldern zu finden, einige haben sich an fast wüstenhafte Bedingungen angepasst. Häufig wachsen diese Orchideen an sonnigen, exponierten Standorten, auf den Ästen laubabwerfender Bäume oder auf Felsen.

## Systematik
Innerhalb der Unterfamilie Epidendroideae wird die Gattung Encyclia in die Tribus Epidendreae und dort in die Subtribus Laeliinae eingeordnet. Encyclia ist nah verwandt mit Alamania, Artorima und Prosthechea.
Eine Liste der anerkannten Arten findet sich bei R. Govaerts.

## Botanische Geschichte
Joseph Dalton Hooker beschrieb die Gattung 1828 mit der Typusart Encyclia viridiflora – von der allerdings seither kein Exemplar mehr gefunden wurde. Der Name der Gattung bedeutet im altgriechischen εγκύκλιος egkyclios „einen Kreis bildend“ und bezieht sich auf die Seitenlappen der Lippe, die die Säule kreisförmig umschließen.
Während John Lindley diese Gattung nur als Gruppierung innerhalb von Epidendrum ansah, wurde sie von Rudolf Schlechter wieder separiert. Die Abgrenzung zur nahe verwandten Gattung Prosthechea war lange unklar. Die heute als Prosthechea benannten Arten wurden früher alle zu Encyclia gestellt, dann als eigene Gattung abgetrennt später in Epithecia, Anacheilium und Hormidium umbenannt. Neuere Untersuchungen betrachten die beiden Gattungen Encyclia und Prosthechea als unterschiedlich. Früher als Encyclia Sektion Euchile benannte Arten werden heute zu Prosthechea gestellt oder als selbständige Gattung behandelt.
Eine ganze Anzahl kleinerer Gattungen wurde aus der früher weiter gefassten Gattung Encyclia herausgelöst. Die Gattung Psychilis wurde zwar schon 1838 von Rafinesque beschrieben, die 15 bekannten Arten wurden aber bis 1988 unter Encyclia geführt. Ähnlich gibt es die Gattung Dinema schon seit 1831, die Arten wurden aber lange zu Encyclia gestellt. Artorima wurde 1971 abgespalten, um die Art Artorima erubescens zu beinhalten, Hagsatera mit zwei Arten wurde 1974 aufgestellt. Oestlundia wurde 2001 aufgestellt und umfasst vier Arten aus Encyclia.